# Oak Knoll Cemetery

Der Oak Knoll Cemetery (Ansicht von Osten)

Der Oak Knoll Cemetery ist ein Begräbnisplatz in der texanischen Kleinstadt Bellville, Texas. Er liegt am östlichen Rand der Stadt südlich der East Main Street.

## Geschichte
Im Jahr 1848 erwarben der Siedler Frederick William (1800–1854) und seine Frau Marie Louise Starke (1827–1894) in Bellville ein 697 Morgen großes Stück Land. Nach dem Tod von William wurde er auf seinem Land an der Ostseite des Wohnhauses bestattet. Seine Witwe heiratete im Jahr darauf John Siegfried (1821–1894).
Als in der Stadt Platz für Bestattungen benötigt wurde, bot das Ehepaar Siegfried sein Land an. 1870 übertrugen sie eine kleine Parzelle den Vätern von drei verstorbenen Kindern. Nach dem Verkauf weiterer Grabparzellen wurde 1889 ein Verein gegründet, der sich seither um die Finanzierung und die Pflege des Friedhofs kümmert.
2001 wurde dem Friedhof der Status eines Historic Texas Cemetery zuerkannt.

## Quelle
- Historical Marker der Texas Historical Commission (errichtet 2001)

Koordinaten: 29° 56′ 41,8″ N, 96° 14′ 59,5″ W